# Leptophis diplotropis
Espèce
Synonymes
- Ahaetulla diplotropis Günther, 1872

Statut de conservation UICN

 LC  : Préoccupation mineure
Leptophis diplotropis est une espèce de serpent de la famille des Colubridae.

## Répartition
Cette espèce est endémique du Sud-Est du Mexique.

## Liste des sous-espèces
Selon The Reptile Database (17 février 2014) :
- Leptophis diplotropis diplotropis (Günther, 1872)
- Leptophis diplotropis forreri Smith, 1943

La sous-espèce Leptophis diplotropis forreri ne se différencie de l'espèce type que par un nombre supérieur d'écailles ventrales (185 ou 186 vs 165 à 181) et par un nombre d'écailles caudales apparemment supérieur (160 à 166 vs 126 à 161). Toutes les autres caractéristiques sont identiques à l'espèce type.

## Publications originales
- Günther, 1872 : Seventh account of new species of snakes in the collection of the British Museum. Annals and Magazine of Natural History, ser. 4, vol. 9, p. 13-37 (texte intégral).
- Smith, 1943 : Summary of the collections of snakes and crocodilians made in Mexico under the Walter Rathbone Bacon Traveling Scholarship. Proceedings of the United States National Museum, vol. 93, no 3169, p. 393-504 (texte intégral).